# Brahim Akhiat
Brahim Akhiat (in berbero Brahim Axiyat; provincia di Chtouka-Aït Baha, 1941 – Rabat, 7 febbraio 2018) è stato uno scrittore e attivista berbero con cittadinanza marocchina.

## Biografia
Brahim Akhiat nacque nel 1941 nel villaggio di Akhiaten, nell'attuale provincia di Chtouka-Aït Baha, nel Sous. Crebbe tra Kenitra e Rabat, dove i fratelli dirigevano attività commerciali e dove conseguì prima un'educazione religiosa e poi gli studi secondari, per poi insegnare matematica. Insieme a un gruppo di intellettuali berberi, tra i quali Ali Sidqi Azaykou, Ahmed Boukous e Abdellah Bounfour, fondò nel 1967 l'AMREC, la prima associazione berberista marocchina. Nel 1972 realizzò un film in lingua berbera e nel 1974 appoggiò la fondazione del gruppo musicale Ousmane. Fondò poi l'associazione culturale Université d'été d'Agadir. Nel corso degli anni 1990 fondò le riviste Amoud, Arraten e Tamount e fu tra i coordinatori del Congresso mondiale amazigh.

## Opere
- Tabrat (1991)
- Pourquoi le tamazight? (1994)
- Les hommes de l’action amazighe aujourd’hui décédés (2004)
- L'amazighité, notre identité nationale? (2007)